# Judith Martin
Judith Martin, conocida como Miss Manners (Estados Unidos 13 de septiembre de 1938) es una periodista estadounidense, escritora, y una autoridad en etiqueta, protocolo y comportamiento social.

## Biografía
Desde 1978 escribe una columna de consejos de etiqueta que es publicada tres veces por semana y que se difunde en más de doscientos diarios en todo el mundo. En su columna responde a preguntas relacionadas con la etiqueta y la cortesía, así como hace ensayos breves sobre problemas de comportamiento en sociedad, costumbres sociales a través de la historia y en diferentes civilizaciones, etcétera. Suele dar a sus escritos un toque humorístico mezclado con profundos análisis. Defensora de mantener un cierto grado de formalidad en el trato social en las empresas sin las cuales las relaciones humanas terminan siendo gobernadas por las leyes, que son demasiado severas para servir como guía a través de los matices del comportamiento personal o profesional.

## Premios y reconocimientos
- 2005: Medalla Nacional de Humanidades de Estados Unidos.[2]

## Obras
- The Name on the White House Floor
- Gilbert
- Style and Substance
- Miss Manners' Guide to Excruciatingly Correct Behavior
- Miss Manners Rescues Civilization: From Sexual Harassment, Frivolous Lawsuits, Dissing and Other Lapses in Civility
- Miss Manners on Weddings
- Miss Manners on Painfully Proper Weddings
- Common Courtesy: In Which Miss Manners Solves the Problem That Baffled Mr. Jefferson
- Miss Manners' Guide for the Turn-of-the-Millennium
- Miss Manners' Basic Training: Communication
- Miss Manners' Basic Training: The Right Thing To Say
- Miss Manners' Basic Training: Eating
- Miss Manners' Guide to Rearing Perfect Children
- Star-Spangled Manners
- Miss Manners' Guide to Domestic Tranquility: The Authoritative Manual for Every Civilized Household, However Harried
- Miss Manners: A Citizen's Guide to Civility
- No Vulgar Hotel: The Desire and Pursuit of Venice